# شهرستان فرگس (مونتانا)
شهرستان فرگس، مونتانا (به انگلیسی: Fergus County, Montana) یک سکونتگاه مسکونی در ایالات متحده آمریکا است که در ایالت مونتانا واقع شده‌است.

## خصوصیات
شهرستان فرگس ۱۱٬۲۶۶٫۵۱ کیلومترمربع مساحت دارد.